# 간도참변
간도 참변은 훈춘 사건 이후 일본군이 간도(현재 옌볜, 지린성, 중국)의 한국인 거주자들을 상대로 벌인 대량 살인이다. 이 학살은 청산리 전투 이후 훈춘 사건이 발생한 날인 1920년 10월부터 3주간 일어났다. 이 기간 동안 일본 제국 육군의 군인들은 추정 최소 5,000명의 한국인 민간인을 살해하고 광범위한 강간을 저질렀다.

## 배경
1920년 6월, 봉오동 전투에서 대패한 일본은 대규모 독립군 '토벌'을 위한 '간도 지방 불령선인 초토 계획(間島地方不逞鮮人剿討計劃)'을 발동하고 약 18,000명 규모의 병력을 간도로 침공했다. 그러나 이 부대들은 대한북로독군부의 공격을 받았다.
1920년 10월, 일본은 만주 침공의 구실을 만들기 위해 훈춘 사건을 일으켰다. 그리고 이를 구실로 일본군은 한국 독립군을 제거하기 위해 간도를 침공하여 초토화 작전을 수행했다. 그러나 일본군의 만주 침공과 거의 동시에 한국 독립군은 이미 병력을 깊은 산속이나 중소 국경 지역으로 이동시켜 일본군의 추격을 피했고, 이는 일본군의 작전이 처음부터 좌절되는 원인이 되었다. 더욱이 청산리 전투에서 한국 독립군에게 참패한 일본군은 토벌 계획을 포기하고 보복의 일환으로 3~4개월 동안 한국인들을 무차별적으로 학살했다.

## 학살
일본군은 한국인 마을을 포위하고 공격하여 모든 남성을 한곳에 모아 총이나 창으로 학살했고, 여성들은 눈에 띄는 대로 강간하고 살해했다. 또한, 모든 가옥을 불태우고 가축을 약탈하여 마을을 폐허로 만들었다.
일본 육군 제19사단은 북간도 지역을 침공하여 북간도 국민회의 병영과 사관학교 건물을 불태웠고, 1920년 10월 말에는 장암동 참변을 일으켰다. 일본 육군 제14사단 소속 15연대 3대대 77부대는 용정촌 북쪽 25리 떨어진 장암동에 진입하여 주민 대부분이 기독교인이었던 모든 주민들을 교회에 모아 강제 수용했다. 그들은 기독교인 28명을 세워놓고 소총 사격 연습의 표적으로 삼았으며, 연길현 의란구에서는 약 30가구의 주민 전체를 학살하고 네 명의 형제를 살해했다. 그들은 위 33명의 남성을 무릎 꿇게 하고 교회 안에 짚단을 채운 다음 석유를 뿌려 불을 질렀다. 교회는 즉시 불길에 휩싸였고, 일본군은 불길에서 뛰쳐나오는 모든 사람들을 칼로 찌르고 결국 전멸시키는 잔혹 행위를 저질렀다.
일본군이 돌아간 후, 충격에 빠진 가족들은 불에 탄 시신들을 수습하여 간신히 수습하고 장례를 치렀다. 그러나 5~6일 후 일본군이 다시 마을을 공격하여 묘를 파고 시신들을 한곳에 모으라고 명령했다. 살아남기 위해 가족들은 얼어붙은 땅을 다시 파고 모든 시신들을 모았다. 이번에는 일본군이 시신 위에 짚단을 얹고 기름을 뿌려 불을 질러 시신들이 숯과 재가 될 때까지 태웠다. 이 이중 학살의 시신들은 신원을 알 수 없었기에 가족들은 어쩔 수 없이 함께 묻고 무덤을 만들었다.
또한, 1920년 10월 19일 일본군은 화룡현 북장패촌 이장 이용점과 농민 장두환, 신경현, 김종민을 체포하여 풍도령에서 살해했다. 그들은 화룡현 송언둔(宋堰屯)에 침입하여 집을 수색하고 지계순 등 14명을 학살한 후 기름을 뿌려 시신을 소각하는 '송언동 학살'을 저질렀다.
또한 백운평 전투 패배에 대한 보복의 일환으로 일본군은 백운평 마을 23가구에 사는 영아를 포함한 모든 남성을 학살했으며, 10월 20일에는 명동 학교를 불태웠다. 그뿐만 아니라 연길현 와룡동에 살던 교사를 붙잡아 얼굴 가죽을 벗기고 눈을 파내 신원 확인이 불가능하게 만들었다. 또한 어린아이를 칼로 찔러 죽이고 시체를 불태우는 등 잔혹한 만행을 저지르고 어린 소녀를 폭행하고 살해했다.
일본군의 이러한 잔혹한 만행은 만주에서 선교 활동을 하던 외국인 선교사들에 의해 생생하게 폭로되었다. 일본군의 학살을 목격한 한 미국인 선교사는 "피로 물든 만주 땅은 인류 역사의 저주받은 페이지"라고 탄식했으며, 이는 마틴(SH)과 푸트 선교사의 회고록에 생생하게 증명되어 있다.
또한, 당시 일본군의 만행을 취재하기 위해 현장에 갔던 동아일보 기자 장덕준(張德俊)의 일본군에 의한 암살 사건 또한 일본군의 만행을 은폐하기 위한 수단 중 하나였다. 이는 회사를 운영하던 영국인 선교사 S. 마틴(민산해) 박사에 의해 국내외 언론에도 보도되었다.

## 여파
1920년 10월 9일부터 11월 5일까지 27일간 간도 지역에서 학살된 한국인의 수는 3,469명이었다. 3~4개월간 지속된 일본군의 학살로 희생된 한국인의 수는 훨씬 더 많았을 것이다.
경신 참변으로 국내외 여론이 일본군에 대해 악화되자 일본은 12월 20일 간도에서 주력을 철수하기로 결정했다. 그러나 이러한 상황에서도 일본군은 12월 16일 제19사단의 일부 병력을 '간도 파견대'로 명명했다. 현지에 남겨져 12월 31일 조직된 간도 파견대는 용정촌, 국자가, 백초구, 두도구, 의란구에서 독립운동 세력을 수색하고 탈주자 문제를 처리하는 데 주력했다. 또한, 1921년 2월 일본은 용정촌, 두도구, 백초구, 천보산 등을 연결하는 간도 연락반을 조직했다. 이들은 다른 지역에 주둔하며 정보 활동을 수행했으며, 1921년 5월 잔류 부대가 완전히 철수한 후에도 연락반의 이름을 '연락소'로 바꾸고 활동을 지속하여 간도에서의 영향력을 강화하기 위해 노력했다.

## 대중문화에서
- 도적: 칼의 소리 (2023년 TV 시리즈)

## 더 읽어보기
- Kim, Yeonok (2020). 《Reexamine of the 1920 Massacre of Norapawie(JangAm) Villages at the Kando》. 《일본학연구》 52. 117–142쪽. doi:10.21442/djs.2020.52.05. ISSN 1598-1134.
- Kim, Juuyong (November 2021). 《1920년 간도 한인(조선인) 제노사이드에 동원된 한인 경찰 -순응, 협치, 제국의 대변자- (In 1920, the Korean Police Mobilized by the Gando Korean Genocide: Obedience, Cooperation, and Representatives of Empire)》. 《지방사와 지방문화》 24. 31–64쪽. doi:10.17068/lhc.2021.11.24.2.31. ISSN 1229-9286.
- Moon, Baekran (2008). 《Canadian Missionaries' View of Korean Communities in North Kando: 1910 ∼ 1921》. 《동방학지》. 103–143쪽. ISSN 1226-6728.

## 같이 보기
- 청산리 전투
- 5·3 참변
- 간토 대학살
- 난징 대학살